# (500241) 2012 JT28
(500241) 2012 JT28 es un asteroide perteneciente al cinturón de asteroides, descubierto el 29 de abril de 2008 por el equipo del Mount Lemmon Survey desde el Observatorio del Monte Lemmon, Arizona, Estados Unidos.

## Designación y nombre
Designado provisionalmente como 2012 JT28.

## Características orbitales
2012 JT28 está situado a una distancia media del Sol de 2,613 ua, pudiendo alejarse hasta 3,409 ua y acercarse hasta 1,817 ua. Su excentricidad es 0,304 y la inclinación orbital 29,18 grados. Emplea 1543,46 días en completar una órbita alrededor del Sol.

## Características físicas
La magnitud absoluta de 2012 JT28 es 16,2.